# Breaza (gmina w okręgu Suczawa)
Breaza – gmina w Rumunii, w okręgu Suczawa. Obejmuje miejscowości Breaza, Breaza de Sus i Pârâu Negrei. W 2011 roku liczyła 1512 mieszkańców.